# Rio do Meio (vattendrag i Brasilien, Rio Grande do Sul)
Rio do Meio är ett vattendrag i Brasilien.   Det ligger i delstaten Rio Grande do Sul, i den södra delen av landet, 1 600 km sydväst om huvudstaden Brasília.
Omgivningen kring Rio do Meio är en mosaik av jordbruksmark och naturlig växtlighet. Området är mycket glesbefolkat, med 3 invånare per kvadratkilometer.